# Río Blanco (Nicarágua)
Río Blanco é um município da Nicarágua, situado no departamento de Matagalpa. Tem 663 km² de área e sua população em 2020 foi estimada em 35.858 habitantes.